# Spiloxene nana
Spiloxene nana är en enhjärtbladig växtart som beskrevs av Deirdré Anne Snijman. Spiloxene nana ingår i släktet Spiloxene och familjen Hypoxidaceae. Inga underarter finns listade i Catalogue of Life.